# Sebastian Deisler
Sebastian Toni Deisler (Lörrach, 5 de janeiro de 1980) é um ex-futebolista alemão que atuava como meio-campista.
Tido então como grande promessa do futebol alemão para a década de 2000, a sua carreira mostrou-se decepcionante, já que o jogador nunca conseguiu atingir o seu auge devido a várias rupturas nos ligamentos cruzados e outras lesões graves, além da depressão. Aposentou-se do futebol em janeiro de 2007, com apenas 27 anos.

## Carreira
Deisler começou a carreira profissional no Borussia Mönchengladbach, na temporada 1998-99. Com o rebaixamento da equipe na Bundesliga, que ficou em último lugar, transferiu-se para o Hertha Berlim por 4,5 milhões de marcos, onde logo chamou a atenção da mídia alemã por demonstrar qualidade superior em passes e dribles, e logo o deu o status de jovem promessa.
Pela Bundesliga, o jovem Deisler encantou a cidade de Berlim, e não demorou muito para ganhar o apelido de Basti Fantasti. Em sua primeira temporada pelo Hertha Berlim, o meia atuou em 20 partidas, marcando dois gols e dando três assistências. Sebastian Deisler nunca se destacou pela quantidade de gols marcados, mas sim pela beleza do seu futebol, que era muito diferente do que os alemães estavam acostumados a ver naqueles tempos de entressafra após a vitoriosa campanha da Copa do Mundo FIFA de 1990. Ao final da temporada, o Hertha acabou em 6º lugar na Bundesliga.
Ainda em 1999, foi chamado pela primeira vez à Seleção Alemã, após ser uma das grandes revelações alemãs do ano. Aos 20 anos, esteve no elenco alemão que disputou a Euro 2000, mas foi reserva da equipe na eliminação sofrida na primeira fase do torneio, apesar de ter disputado todas as três partidas.
Em 2001, apesar de vencer a Copa da Liga com o Hertha, sofreu uma grave lesão no joelho direito, ficando de fora do restante da temporada e também da Copa do Mundo FIFA de 2002, onde era cotado como titular do time alemão.

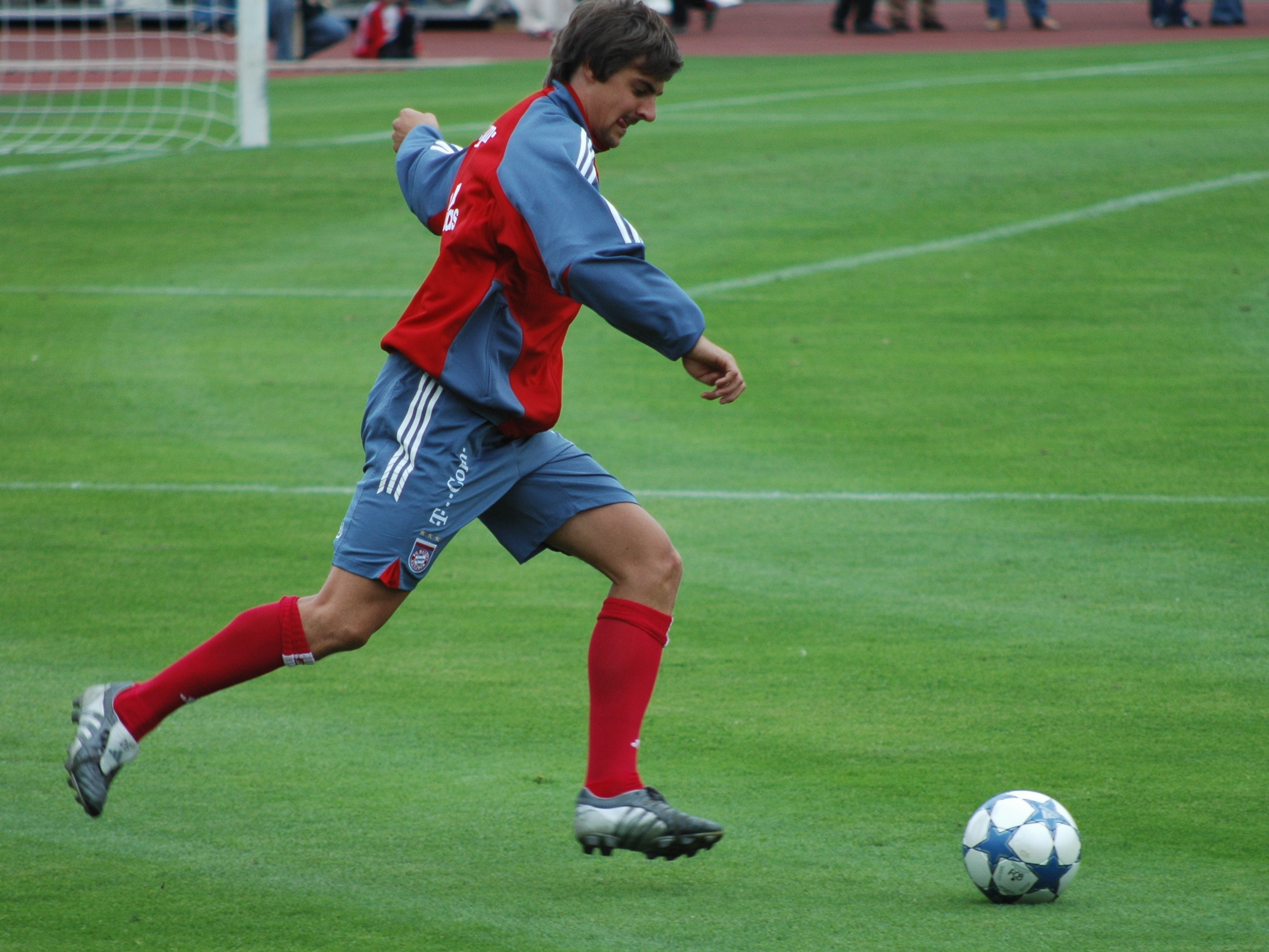
Deisler em 2005, durante um treino pelo Bayern de Munique

Porém, o talento demonstrado pelo jogador até então foi o suficiente para que o Bayern de Munique comprasse o jogador após o Mundial disputado na Coreia do Sul e no Japão por 20 milhões de marcos. No entanto, a pressão em Munique era bem maior do que em Berlim, e as constantes lesões o impediram de se tornar um titular com regularidade da equipe bávara. Foi aí que a depressão se desenvolveu, com Deisler não suportando a pressão de atender às expectativas depositadas nele, segundo o próprio relatou posteriormente. O anúncio de seu quadro depressivo foi feito pelo então técnico alemão Rudi Völler, durante uma coletiva de imprensa.
Ainda assim, Deisler pareceu reagir na temporada 2004–05, após ter seu primeiro filho. Disputou a Copa das Confederações FIFA de 2005 como titular, na campanha em que os alemães ficaram em terceiro lugar.
Apesar da boa fase e da recuperação de seu joelho e sua autoestima, uma nova lesão no joelho direito o tiraria da disputa de mais um Mundial, a Copa do Mundo FIFA de 2006, realizada em seu próprio país. Foi um golpe duro demais para o jogador, então com 26 anos, que chegou à procurar tratamento psicológico após mais um choque em sua carreira. Deisler jamais se recuperou psicologicamente, e em janeiro de 2007, encerrou sua carreira precocemente, aos 27 anos. O Bayern, com esperança de que o jogador voltasse atrás em sua decisão não encerrou seu contrato, que venceria em 2009, o que não ocorreu.

## Pós-aposentadoria
Em setembro de 2009 lançou sua biografia, intitulada Züruck ins Leben (De volta à vida), e voltou a aparecer publicamente pela primeira vez desde a sua aposentadoria. O livro expõe a sua carreira, a falta de apoio psicológico que teve no Hertha Berlim, seus problemas com lesões, e principalmente a sua dificuldade de entender e se encaixar no mundo competitivo do futebol, que para ele já não fazia mais sentido.
No mesmo ano, voltou a aparecer publicamente após a trágica morte do goleiro Robert Enke, que, assim como Deisler, também sofria de problemas psicológicos. Dando como exemplo a sua carreira, Deisler passou a defender um maior cuidado dos clubes e federações com a saúde mental dos atletas.
Atualmente o ex-jogador vive em Freiburg junto com a sua esposa, a brasileira Eunice Santana. O casal possui um filho chamado Raphael.

## Títulos
Hertha Berlim
- Copa da Liga Alemã: 2001

Bayern de Munique
- Copa da Alemanha: 2002–03, 2004–05 e 2005–06
- Bundesliga: 2002–03, 2004–05 e 2005–06
- Copa da Liga Alemã: 2004